# Chorizanthe orcuttiana
Chorizanthe orcuttiana Parry – gatunek rośliny z rodziny rdestowatych (Polygonaceae Juss.). Występuje naturalnie w południowo-zachodnich Stanach Zjednoczonych – w Kalifornii.

## Morfologia
PokrójRoślina jednoroczna dorastająca do 3–20 cm wysokości. Pędy są owłosione.
Liście.\ Blaszka liściowa liści odziomkowych jest owłosiona i ma odwrotnie lancetowaty kształt. Mierzy 5–15 mm długości oraz 2–5 mm szerokości. Ogonek liściowy jest owłosiony i osiąga 10–20 mm długości.
KwiatyZebrane w wierzchotki jednoramienne, rozwijają się na szczytach pędów, w kątach wewnętrznych listków okrywy (ang. phyllaries). Okwiat ma obły kształt i żółtą barwę, mierzy do 2 mm długości.
OwoceNiełupki o soczekowatym kształcie, osiągają 2 mm długości.

## Biologia i ekologia
Rośnie w zaroślach, na terenach nizinnych. Kwitnie od marca do maja.

## Ochrona
Chorizanthe orcuttiana posiada status gatunku krytycznie zagrożonego.